# Titus Jucov
Titus Jucov (n. 28 septembrie 1950, Cobani, RSS Moldovenească - d. 17 noiembrie 2013, Cahul, Republica Moldova) a fost un actor, regizor și director al Teatrului Republican de Păpuși „Licurici” din Chișinău între 1979 și 2013.

## Biografie
Titus Jucov s-a născut la 28 septembrie 1950, în comuna Cobani, Glodeni. Și-a făcut studiile la Institutul de Stat al Culturii din Moscova, facultatea de Regie. A debutat ca regizor cu spectacolul de licență "Tribunalul" la Teatrul Național „Vasile Alecsandri” din Bălți. După absolvirea facultății, Titus Jucov a activat în calitate de actor și regizor la Teatrul Republican de Păpuși. Aici a fost prim-regizor, director artistic, iar din 1979, a devenit director al teatrului. 

## Deces
Pe data de 17 noiembrie 2013 Titus Jucov, in drum din turneul Spectacole din Turcia, a fost transportat la Spitalul raional Cahul cu diagnoza pancreonicroză acută și hemoragie gastrointestinală acută si in scurt timp a decedat. .